# Verfassungen von Marokko

Königliches Wappen Marokkos

Die heutige Verfassung von Marokko („Verfassung“: arabisch الدستور, DMG ad-dustūr Darija „Doustour“) geht auf das Jahr 1962 zurück. Das Königreich Marokko war am 18. November 1956 als selbstständiger Staat aus der Kolonialzeit hervorgegangen. Am 2. März desselben Jahres war das koloniale Protektorat durch Frankreich aufgehoben und Mohammed V. zum Sultan ernannt worden. Im Jahre 1957 beendete er das Sultanat und trat das Amt des Königs einer nominellen konstitutionellen Monarchie an.
Es dauerte jedoch 5 weitere Jahre, bis sein Sohn Hassan II. nach dem Tode seines Vaters die erste Verfassung des Landes dem Volk zur Abstimmung vorlegte, welche mit über 80 % Zustimmung am 18. November 1962 in Kraft trat.
Als wichtigste Verfassungsänderung des Landes ist jene des Jahres 1996 zu betrachten. Sie betonte, stabilisierte und stärkte einige wesentliche Elemente von direkter Demokratie, von Gewaltenteilung und Regionalisierung, und leitete damit eine neue, realpolitischere Phase des Landes ein.
Die letzte Revision der Verfassung fand im Jahre 2011 statt.

## Verfassungsgeschichte

### Vorgeschichte
Im Jahre 1904 stellte der marokkanische Dichter und Nationalist Ali Zniber nach seiner Rückkehr aus Ägypten unter dem Titel Schutz der Unabhängigkeit und Absage an die koloniale Manipulation ein erstes Verfassungsprojekt vor.
Im Oktober 1908 wiederum wurde ein Verfassungsprojekt vom Journal Lissan Al Maghrib veröffentlicht, ein Zeugnis einer Keimzelle der modernen Demokratie im Dunstkreis marokkanischer Intellektueller. Es kamen darin, wenn auch etwas vage, die Ideen der Gewaltenteilung und der Menschenrechte zum Ausdruck. In einem denkbar ungünstigen politischen Klima von europäischem Kolonialismus und internen Zwistigkeiten blieb die Publikation ohne erkennbare Auswirkungen, und ihre anonymen Autoren gelten bis heute als nicht eindeutig identifizierbar.
In der Einleitung seiner Masterarbeit konstatiert ein marokkanischer Politikwissenschaftler unter dem Titel Der Verfassungsrat und die Kontinuität des öffentlichen Dienstes in Marokko weitere ähnlich einzustufenden Publikationen in jener Zeit. Er verortet den Hintergrund der Autoren und ihre Einflüsse im Umfeld des Rechtswesens des Osmanischen Reichs, konkret in der Osmanischen Verfassung von 1876, welche zwar nach zwei Jahren wieder aufgehoben, dafür aber just im Jahre 1908 unter dem Druck der Jungtürken wieder in Kraft gesetzt worden war. Ihre Verfasser (unter Federführung des Großwesirs Midhat Pascha) hatten in Europa das westliche Staatsrecht studiert, und ihre Verfassung galt aus damaliger Sicht als mit der Scharia vereinbar.
Das allmähliche Erstarken einer vielgestaltigen, nationalistischen Unabhängigkeitsbewegung im Maghreb unter dem kolonialen Protektorat Frankreichs und Spaniens, in weitem Maße sogar von Berber-Stämmen und Kommunisten unterstützt, mündete im Jahre 1956 in die Unabhängigkeit Marokkos unter der Regentschaft der Dynastie der Alawiden.
König Mohammed V., zuvor als Schirmherr der nationalen Bewegung gefeiert, nahm vorsichtig und umsichtig umfangreiche Reformen in Angriff, darauf bedacht, die erstarkten politischen Parteien Marokkos – voran die starke Istiqlal (PI) – im Zaum zu halten. Sein Sohn und Nachfolger Hassan II. übernahm wieder persönlich die Regierungsgeschäfte, und beschloss, die zentrale Rolle des Königs in einer nominellen konstitutionellen Monarchie mittels einer eigenen Verfassung zu zementieren.
Die Verfassungen Marokkos sind seither, ebenso wie die kontinuierlichen Reformen der öffentlichen Verwaltung und des Rechtswesens, eng an das Vorbild Frankreichs angelehnt und Ausdruck der Bewunderung der marokkanischen Monarchie für ein modernes, westliches Staatsrecht. Auf der anderen Seite betonen sie den „arabischen, islamischen, maghrebinischen und afrikanischen Charakter“ des marokkanischen Staats. Der erste Versuch dieses ideologischen Spagats führte nach dem Jahr 1962 zu einer widersprüchlichen Rechtsprechung, zu innenpolitischen Verwerfungen, und letztlich sogar zu Jahren des Ausnahmezustands, bevor im Jahre 1970 eine neu konzipierte Verfassung in Kraft trat.
Vor diesem Hintergrund ist die Verfassungsgeschichte Marokkos als Abbild der Gesamtbemühungen der Dynastie der Alawiden zu sehen, die inneren und äußeren Widerstände gegen eine dauerhafte Einigung der Stämme des Landes aufzulösen – unter zunehmender Anwendung von modernen Formen der politischen, sozialen und ökonomischen Verwaltung, aber eben unter der traditionellen, scherifisch – also religiös – legitimierten Herrschaft ihrer Dynastie.

### 1. Verfassung von 1962
König Hassan II. veröffentlichte die Verfassung am 18. November 1962. Sie wurde am 7. Dezember in einem Referendum von über 80 % der 4,56 Mio. Stimmberechtigten angenommen und trat am 14. Dezember 1962 in Kraft.
Hauptpunkte:
- Konstitutionelle Monarchie
- Immunität des Königs – Amir Al Mu’minin ‚Anführer der Gläubigen‘
- Der König bestellt und entlässt die Regierung
- Zwei-Kammer-Parlament
- Direkte Wahl der Repräsentanten-Kammer des Parlaments
- Der König kann jedes Gesetz einem Referendum unterziehen
- Der König kann das Parlament jederzeit auflösen
- Obligatorisches Verfassungsreferendum
- Gleiche politische Rechte für Mann und Frau

### 2. Verfassung von 1970
König Hassan II. veröffentlichte die Verfassung am 9. Juli 1970. Sie wurde (entgegen den Bestimmungen der Verfassung von 1962) direkt einem Referendum unterworfen und wurde von über 90 % der knapp 4,85 Mio. Stimmberechtigten angenommen.
Wesentliche Neuerungen:
- Festigung weitreichender Vollmachten des Königs
- Die Regierung ist dem König und dem Parlament verantwortlich
- Ein-Kammer-Parlament
- 90 von 120 Parlamentsabgeordnete werden in direkter Wahl bestimmt, die übrigen indirekt durch Standesvertretungen
- Abgeordnete verlieren ihre Immunität, wenn sie am Islam oder am König zweifeln
- Verfassungsänderungen sind nur auf Initiative des Königs möglich und verlangen zwingend ein Referendum

### 3. Verfassung von 1972
Diese ebenfalls von König Hassen II. nach einem versuchten Putsch ausgearbeitete Verfassung wurde am 17. Februar veröffentlicht und am 1. März 1972 in einem Referendum von über 90 % der Wahlberechtigten angenommen.
Wesentliche Neuerungen:
- Die Macht des Königs wird auf Dekrete und die Auflösung des Parlaments beschränkt
- Die Legislaturperiode des Parlaments wird von sechs auf vier Jahre reduziert
- Das Parlament kann jedes Gesetz einem Referendum unterstellen, es sei denn, es wird in zweiter Lesung in 2/3-Mehrheit bekräftigt
- Verfassungs-Initiativen des Königs können direkt dem Volk vorgelegt werden
- Das Parlament kann Verfassungsänderungen mit 2/3-Mehrheit beschließen
- Verfassungs-Referenden bleiben obligatorisch
- Ausweitung der parlamentarischen Zuständigkeiten und Befugnisse

Anmerkung: Im Mai 1980 erfolgte eine Verfassungs-Revision: Das Parlamentsmandat wurde wieder auf sechs Jahre verlängert.

### 4. Verfassung von 1992
König Hassan II. schlug dem Volk direkt (Art. 98) eine Reform der Verfassung von 1972 vor, welche in einem Referendum am 4. September 1992 von 97 % der 11,8 Mio. Wahlberechtigten angenommen wurde, und am 13. September in Kraft trat.
Wesentliche Neuerungen:
- Das Parlament kann Untersuchungskommissionen einsetzen
- Das Parlament wird im Ausnahmezustand nicht mehr automatisch aufgelöst
- Das Parlament kann Regierungsmitgliedern das Misstrauen aussprechen
- Einrichtung eines Verfassungsrat (Conseil constitutionnel)
- Einrichtung eines Wirtschafts- und Sozialrat (Conseil èconomique et Social)

### 5. Verfassung von 1996
König Hassan II. reagiert mit einer vollständigen Neubearbeitung der Verfassung auf „die Erfordernisse der Zeit“. Sie wird in einem Referendum am 13. September 1996 von 82 % der 12,35 Mio. Wahlberechtigten angenommen.
Wesentliche Neuerungen:
- Einführung eines Zwei-Kammer-Parlaments
- Direktwahl der Repräsentantenkammer
- Indirekte Wahl der Ratskammer durch Standes- und Regionalvertretungen sowie Gewerkschaften
- Der Ministerpräsident muss sich Vertrauensabstimmungen des Parlaments stellen
- Einrichtung eines Verfassungsgerichts als oberste Instanz der Rechtsprechung
- Einrichtung eines Rechnungshofs (Cour des comptes)

## Aktuelle Verfassung (von 2011)
Infolge des Arabischen Frühlings demonstrierten am 20. Februar 2011 in Marokko tausende Menschen für politische Reformen und mehr Demokratie. Als Reaktion kündigte König Mohammed VI. am 9. März 2011 politische Reformen an.
Drei Monate später präsentierte eine Kommission zur Änderung der Verfassung den neuen Entwurf, welcher in der Folge am 1. Juli 2011 dem Volk in einem Referendum vorgelegt wurde. Sie wurde von 74 % der 13,45 Mio. Stimmberechtigten angenommen und trat per Dekret am 29. Juli 2011 in Kraft.

### Übersicht
Inhaltliche Hauptpunkte der Verfassung sind:
- Konstitutionelle Erbmonarchie
- Islam als Staatsreligion
- Tamazight (Berberisch) als zweite Amtssprache
- Einführung eines Grundrechte-Katalogs
- Neben politischer auch soziale Gleichstellung der Frau
- Verbesserte Gewaltenteilung
- Der König ist „unverletzlich“ (nicht mehr „heilig“)
- Der König ist mit 18 Jahren amtsmündig (bisher 16 Jahre)
- Der König ist als „Führer der Gläubigen“ oberste religiöse Autorität im Staat
- Der König ist Oberbefehlshaber der Armee
- Der König ernennt einen Hohen Rat der Justiz und sitzt ihm vor
- Der König Sitzt dem Hohen Sicherheitsrat vor
- Der König ernennt auf Lebenszeit die Mehrheit der Verfassungsrichter
- Der König kann das Parlament auflösen
- Der Ministerpräsident muss aus der stärksten Parlamentsfraktion bestimmt werden
- Zwei-Kammer-Parlament (mit Direktwahl der Repräsentantenversammlung)
- Die Regierung ist dem König und der Repräsentantenversammlung verantwortlich
- Der König hat das Recht, Regierungssitzungen zu leiten
- Der Ministerpräsident kann die Repräsentantenversammlung auflösen
- Der Ministerpräsident ernennt Staatsbeamte
- Die Regierung (statt des Königs) beschließt Kriegserklärungen
- Verfassungsreferenden sind obligatorisch
- Der König kann Verfassungsänderungen direkt dem Volk vorlegen

### Gliederung
- Präambel
- Titel I. – Allgemeine Bestimmungen. - §§ 1-18
- Titel II. – Grundlegende Freiheiten und Rechte. - §§ 19-40
- Titel III. – Über das Königtum. - §§ 41-59
- Titel IV. – Über die legislative Gewalt.
  - Von der Organisation des Parlaments. - §§ 60-69
  - Von der parlamentarischen Gewalt. - §§ 70-77
  - Von der Ausübung der legislativen Gewalt. - §§ 78-86
- Titel V. – Über die exekutive Gewalt. - §§ 87-94
- Titel VI. – Das Verhältnis zwischen den Gewalten.
  - Das Verhältnis zwischen dem König und der legislativen Gewalt. - §§ 95-99
  - Das Verhältnis zwischen Legislativ- und Exekutiv-Gewalt. - §§ 100-106
- Titel VII. – Von der judikativen Gewalt.
  - Die Unabhängigkeit der Justiz. - §§ 107-112
  - Vom Hohen Rat der judikativen Gewalt. - §§ 113-116
  - Von den Rechten der Juristen, von den Funktionsregeln der Justiz. - §§ 117-128
- Titel VIII. – Über das Verfassungsgericht. - §§ 129-134
- Titel IX. – Über die Regionen und Gebietskörperschaften. - §§ 135-146
- Titel X. – Über den Rechnungshof. - §§ 147-150
- Titel XI. – Über den Wirtschafts-, Sozial- und Umweltrat. - §§ 151-153
- Titel XII. – Über gute Regierungsführung.
  - Allgemeine Prinzipien. - §§ 154-160
  - Einrichtungen zum Schutz und zur Förderung der Menschenrechte. - §§ 161-164
  - Einrichtungen zur guten Regierungsführung und Regulierung. - §§ 165-167
  - Einrichtungen zur Förderung der menschlichen und nachhaltigen Entwicklung
 und der demokratischen Teilhabe. - §§ 168-171
- Titel XIII. – Über Verfassungsänderungen. - §§ 172-175
- Titel XIV. – Übergangsregeln und Schlussbestimmungen. - §§ 176-180

### Organgesetze in der Verfassung
Die Verfassung sieht zur Präzisierung einzelner Paragraphen die Anwendung von weiterführenden Organgesetzen (französisch loi organique) zu folgenden Themen vor:
- § 5 – Einsetzung von Amazigh als Amtssprache sowie eines Nationalen Rats der marokkanischen Kultur und Sprachen
- § 7 – Politische Parteien und Parteienfinanzierung
Organgesetz Nr.29-11 vom 22. Oktober 2011[19]
ergänzt durch Organgesetz Nr.33-15 vom 16. Juli 2015[20]
- § 10 – Rechtestatut der parlamentarischen Opposition (Optional)
- § 14 – Das Recht zu bürgerlichen Eingaben zur Gesetzgebung
Organgesetz 64-14 vom 28. Juli 2016[21]
- § 15 – Das Recht zu bürgerlichen Petitionen
Organgesetz 44-14 vom 28. Juli 2016[22]
- § 29 – Streikrecht
- § 44 – Regierungsrat
Organgesetz 90-15 vom 7. Juni 2016[23]
- § 49 – Liste von Einrichtungen und Unternehmungen von strategischer Bedeutung
Organgesetz 02-12 vom 17. Juli 2012[24]
ergänzt durch Organgesetz 12-14 vom 2. Juni 2015[25]
ergänzt durch Organgesetz 23-16 vom 10. August 2016[26]
- § 62 – Organisation der Repräsentantenversammlung und der Parlamentswahlen
Organgesetz 27-11 vom 14. Oktober 2011[27]
- § 63 – Organisation der Ratsversammlung sowie ihrer Mitglieder und deren Wahl
Organgesetz 28-11 vom 21. November 2011[28]
ergänzt durch Organgesetz 32-15 vom 16. Juli 2015 (Organisation)[29]
Organgesetz Nr.59-11 vom 21. November 2011[30]
ergänzt durch Organgesetz Nr.34-15 vom 16. Juli 2015 (Wahlen)[31]
- § 67 – parlamentarische Enquête-Kommissionen
Organgesetz 085-13 vom 31. Juli 2014[32]
- § 75 – Bedingungen für die Finanzgesetzgebung
Organgesetz Nr.14-00 vom 19. April 2000[33]
ergänzt durch Organgesetz Nr.130-13 vom 2. Juni 2015[34]
- § 87 – Organisation und Statut der Regierung
Organgesetz 065-13 vom 19. März 2015[35]
- § 112 – Statut der Gerichtsbarkeit
Organgesetz 106-13 vom 24. März 2016[36]
- § 116 – Organisation des Hohen Rates der Justiz
Organgesetz 100-13 vom 24. März 2016[37]
- §§ 131, 133 – Organisation des Verfassungsgerichts
Organgesetz 066-13 vom 13. August 2014[38]
- § 146 – Regionalisierung und Gebietskörperschaften
Organgesetz 111-14 vom 7. Juli 2015[39]
Organgesetz 112-14 vom 7. Juli 2015[40]
Organgesetz 113-14 vom 7. Juli 2015[41]
- § 153 – Organisation des Wirtschafts- und Sozialrats
Organgesetz 128-12 vom 31. Juli 2014[42]

Die Organgesetze zu den Paragraphen 5 und 29 der Verfassung wurden am 26. September 2016 vom Ministerrat angenommen, werden jedoch bis heute kontrovers diskutiert, und sind noch nicht in Kraft gesetzt.

## Einordnung der aktuellen Verfassung
Die Verfassung von 2011 wird allgemein als konsequente Fortsetzung eines modernen Reformkurses des marokkanischen Rechtssystems betrachtet, welcher auf „Stabilität durch Reform“ setzt.
Die wichtigste Forderung der Protestbewegung von 2011 nach der Aufhebung der politischen und religiösen Machtposition des Königs wurde jedoch nicht erfüllt. „In der politischen Praxis zeigt sich, dass der König und das um den König etablierte Machtzentrum des Makhzan weiterhin einen politischen und ökonomischen Einfluss innehaben, der in der Verfassung nicht widergespiegelt wird.“ Die entscheidenden Reformen hin zu einer parlamentarisch-konstitutionellen Monarchie sind nicht erfolgt.
Des Weiteren ist festzustellen, dass sich die konsequente Umsetzung der Verfassungsbestimmungen äußerst träge erweist, und dass die Unfähigkeit der politischen Parteien, politische Linien vorzugeben sowie politische Krisen unbeschadet durchzustehen, die Position des Königs als integrale Symbolfigur der Stabilität stärkt. Wie demokratisch diese Stabilität ist, ist weiterhin ausschließlich vom Machtzentrum des Königs abhängig.
Entsprechend verhalten bis kritisch fallen die Analysen von internationalen Medien und NGOs aus.